# Her Greatest Hits
Her Greatest Hits es un álbum de éxitos de la percusionista escocesa Evelynn Glennie y el mismo fue lanzado el 13 de enero de 1998 a través de RCA.

Integrado por 30 canciones, Her Greatest Hits cuenta con la participación de la cantante islandesa Björk en dos canciones: “My Spine” y “Oxigen”.

## Lista de canciones
1. Entrances (0:10)
2. Alazana (6:50)
3. Sorbet NO. 1 (0:50)
4. Rhythm Song (8:55)
5. My Spine (2:34)
6. Slaughter On 10th Avenue (5:46)
7. Sorbet No. 5 (2:08)
8. A Little Prayer (4:48)
9. Eldorado (4:01)
10. Sorbet No. 7 (1:59)
11. Black Key Study (1:38)
12. Divertimento (12:25)
13. Taps In Tempo (2:06)
14. Born To Be Wild (2:15)
15. Michi (15:01)
16. Sorbet No. 4 (0:32)
17. Light In Darkness (4:48)
18. The Anvil Chorus (7:59)
19. Rhapsody (9:40)
20. The Swan (3:00)
21. Sorbet No. 3 (1:55)
22. Concerto For Solo Percussion & Chamber Orchestra (7:38)
23. The Flight Of The Bumble Bee (1:18)
24. Sorbet No. 6 (2:09)
25. Marimba Spiritual (8:57)
26. Hejre Kati (6:06)
27. Maple Leaf Rag (2:14)
28. Matre's Dance (9:22)
29. Czardas (5:13)
30. Oxygen (3:52)